# Dirka po Sloveniji 2013
Dirka po Sloveniji 2013 je bila dvajseta izvedba Dirke po Sloveniji. To je bila etapna dirka UCI Europe Tour (2.1), ki je potekala od 13. do 16. junija 2013, v skupni dolžini 503,1 kilometra.
Po 2 letih se je vnila rumena majica za skupno vodilnega (prejšne leto je bila izjemoma modra).
Dirko je zmagal je Radoslav Rogina (Adria Mobil), drugi Jan Polanc in tretji Patrik Sinkewitz. 
Nosilci preostalih majic so bili: Brett Lancaster najboljši po točkah (zelena), Radoslav Rogina na gorskih ciljih (modra), najboljši mladi kolesar je bil Jan Polanc (bela) in ekipno najbolši Adria Mobil.

## Ekipe
Dirko je začelo 117 kolesarjev iz 15 ekip, od tega jo je končalo 99 kolesarjev.

### UCI ProTeams
- Vini Fantini–Selle Italia
- Bardiani Valvole–CSF Inox
- Topsport Vlaanderen–Baloise
- Lampre-Merida
- Androni Giocattoli–Venezuela
- Orica–GreenEDGE

### UCI Pro Continental
- Colombia
- RusVelo

### UCI Continental
- Lokosphinx
- Adria Mobil
- Meridiana–Kamen
- Sava
- Tirol Cycling Team
- Continental Team Astana
- Radenska

## Trasa in etape
| Etapa  | Datum     | Trasa                 | Dolžina  | Disciplina | Disciplina   | Zmagovalec      |
| ------ | --------- | --------------------- | -------- | ---------- | ------------ | --------------- |
| 1      | 13. junij | Ljubljana – Ljubljana | 8,8 km   |            | kronometer   | Svein Tuft      |
| 2      | 14. junij | Kočevje – Višnja Gora | 168,5 km |            |              | Fabio Felline   |
| 3      | 15. junij | Škofja Loka – Vršič   | 170 km   |            | gorska etapa | Radoslav Rogina |
| 4      | 16. junij | Brežice – Novo mesto  | 155,8 km |            |              | Brett Lancaster |
| Skupaj | Skupaj    | 503,1 km              | 503,1 km | 503,1 km   | 503,1 km     | 503,1 km        |

## Razvrstitev vodilnih
| Etapa          | Zmagovalec      | Skupno          | Po točkah       | Gorski cilji    | Mladi kolesarji | Ekipno                       |
| -------------- | --------------- | --------------- | --------------- | --------------- | --------------- | ---------------------------- |
| 1              | Svein Tuft      | Svein Tuft      | Svein Tuft      | brez podelitve  | Kiril Svešnikov | Orica–GreenEDGE              |
| 2              | Fabio Felline   | Fabio Felline   | Fabio Felline   | Dalivier Ospina | Jan Polanc      | Androni Giocattoli–Venezuela |
| 3              | Radoslav Rogina | Radoslav Rogina | Radoslav Rogina | Radoslav Rogina | Jan Polanc      | Adria Mobil                  |
| 4              | Brett Lancaster | Radoslav Rogina | Brett Lancaster | Radoslav Rogina | Jan Polanc      | Adria Mobil                  |
| Končni nosilci | Končni nosilci  | Radoslav Rogina | Brett Lancaster | Radoslav Rogina | Jan Polanc      | Adria Mobil                  |

## Končna razvrstitev
| Legenda | Legenda                      | Legenda | Legenda                          |
| ------- | ---------------------------- | ------- | -------------------------------- |
|         | Zmagovalec skupnega seštevka |         | Zmagovalec gorskih ciljev        |
|         | Zmagovalec po točkah         |         | Zmagovalec med mladimi kolesarji |

### Skupno
| Uvr. | Kolesar            | Ekipa                     | Čas         |
| ---- | ------------------ | ------------------------- | ----------- |
| 1.   | Radoslav Rogina    | Adria Mobil               | 13h 05' 56" |
| 2.   | Jan Polanc         | Radenska                  | + 19"       |
| 3.   | Patrik Sinkewitz   | Meridiana–Kamen           | + 37"       |
| 4.   | Tadej Valjavec     | Sava                      | + 01' 05"   |
| 5.   | Angelo Pagani      | Bardiani Valvole–CSF Inox | + 01' 56"   |
| 6.   | Darwin Atapuma     | Colombia                  | + 02' 15"   |
| 7.   | Jure Golčer        | Tirol Cycling Team        | + 03' 02"   |
| 8.   | Enrico Barbin      | Bardiani Valvole–CSF Inox | + 03' 22"   |
| 9.   | Tilegen Maidos     | Continental Team Astana   | + 03' 51"   |
| 10.  | Aleksander Ribakov | RusVelo                   | + 03' 55"   |

### Po točkah
| Uvr. | Kolesar             | Ekipa                        | Točke |
| ---- | ------------------- | ---------------------------- | ----- |
| 1.   | Brett Lancaster     | Orica–GreenEDGE              | 45    |
| 2.   | Radoslav Rogina     | Adria Mobil                  | 41    |
| 3.   | Jan Polanc          | Radenska                     | 31    |
| 4.   | Fabio Felline       | Androni Giocattoli–Venezuela | 31    |
| 5.   | Enrico Barbin       | Bardiani Valvole–CSF Inox    | 30    |
| 6.   | Darwin Atapuma      | Colombia                     | 28    |
| 7.   | Maximiliano Richeze | Lampre-Merida                | 28    |
| 8.   | Svein Tuft          | Orica–GreenEDGE              | 25    |
| 9.   | Tadej Valjavec      | Sava                         | 22    |
| 10.  | Wesley Sulzberger   | Orica–GreenEDGE              | 20    |

### Gorski cilji
| Uvr. | Kolesar             | Ekipa                        | Točke |
| ---- | ------------------- | ---------------------------- | ----- |
| 1.   | Radoslav Rogina     | Adria Mobil                  | 15    |
| 2.   | Dalivier Ospina     | Colombia                     | 12    |
| 3.   | Primož Roglič       | Adria Mobil                  | 12    |
| 4.   | Laurens De Vreese   | Topsport Vlaanderen–Baloise  | 9     |
| 5.   | Patrik Sinkewitz    | Meridiana–Kamen              | 9     |
| 6.   | Antonino Parrinello | Androni Giocattoli–Venezuela | 8     |
| 7.   | Jan Polanc          | Radenska                     | 8     |
| 8.   | Matteo Di Serafino  | Androni Giocattoli–Venezuela | 6     |
| 9.   | Wesley Sulzberger   | Orica–GreenEDGE              | 6     |
| 10.  | Matej Mugerli       | Adria Mobil                  | 6     |

### Mladi kolesarji
| Uvr. | Kolesar          | Ekipa                   | Čas         |
| ---- | ---------------- | ----------------------- | ----------- |
| 1.   | Jan Polanc       | Radenska                | 13h 06' 15" |
| 2.   | Tilegen Maidos   | Continental Team Astana | + 03' 32"   |
| 3.   | Matej Mohorič    | Sava                    | + 13' 59"   |
| 4.   | Luka Pibernik    | Radenska                | + 30' 04"   |
| 5.   | Jaka Boštner     | Radenska                | + 30' 28"   |
| 6.   | Jure Bitenc      | Sava                    | + 32' 31"   |
| 7.   | Martin Weiss     | Tirol Cycling Team      | + 35' 37"   |
| 8.   | Mark Džamastagič | Sava                    | + 36' 50"   |
| 9.   | Tim Mikelj       | Sava                    | + 37' 25"   |
| 10.  | Marko Pavlič     | Radenska                | + 39' 05"   |

### Ekipno
| Uvr. | Ekipa                        | Čas         |
| ---- | ---------------------------- | ----------- |
| 1.   | Adria Mobil                  | 39h 26' 56" |
| 2.   | Bardiani Valvole–CSF Inox    | + 13' 08"   |
| 3.   | Tirol Cycling Team           | + 16' 21"   |
| 4.   | Topsport Vlaanderen–Baloise  | + 16' 28"   |
| 5.   | Continental Team Astana      | + 17' 26"   |
| 6.   | Colombia                     | + 18' 32"   |
| 7.   | RusVelo                      | + 21' 36"   |
| 8.   | Androni Giocattoli–Venezuela | + 27' 55"   |
| 9.   | Vini Fantini–Selle Italia    | + 30' 42"   |
| 10.  | Sava                         | + 31' 18"   |